# Cynthia martha-maria
Cynthia martha-maria är en fjärilsart som beskrevs av Christian Friedrich Stephan 1924. Cynthia martha-maria ingår i släktet Cynthia och familjen praktfjärilar. Inga underarter finns listade i Catalogue of Life.